# Shah Alam
Shah Alam város Malajziában, a Maláj-félsziget középső részének nyugati partja közelében. Selangor szövetségi államban fekszik – melynek székhelye – Kuala Lumpurtól kb. 25 km-re délnyugatra. Lakossága 647 ezer fő volt 2011-ben.
A város hasonlóan tervezett városként létesült és fejlődik, mint például a közeli Subang Jaya. A maláj Proton (Proton Holdings Berhad) autógyártó vállalatnak a székhelye és gyára működik itt.
A város leghíresebb épülete az 1988-ban elkészült Sultan Abdul Aziz Salahuddin-mecset (egyszerű nevén a Kék-mecset). Ez az ország legnagyobb mecsete.

## Fordítás
- Ez a szócikk részben vagy egészben  a   Shah Alam című angol Wikipédia-szócikk fordításán alapul.  Az eredeti cikk szerkesztőit annak laptörténete sorolja fel. Ez a jelzés csupán a megfogalmazás eredetét és a szerzői jogokat jelzi, nem szolgál a cikkben szereplő információk forrásmegjelöléseként.